# Google AdSense
Google AdSense is het advertentienetwerk van Google waarmee website-eigenaren geld kunnen verdienen door tekst- en beeldadvertenties  te plaatsen. Google AdSense is afhankelijk van Google Ads, het advertentieprogramma dat adverteerders in staat stelt hun advertenties via het AdSense-netwerk te verspreiden.

## Gebruikersvoorwaarden
Er zijn een aantal gebruikersvoorwaarden van toepassing op de dienst: de "Google TOS": Terms Of Service. Door sommige webmasters worden deze voorwaarden als omstreden beschouwd, omdat Google zich het recht behoudt een website te blokkeren wanneer deze niet aan de voorwaarden voldoet, en het geld dat reeds met de account verdiend werd in te trekken.
De belangrijkste regels zijn:
- Klik niet op uw eigen advertenties en vraag ook niet of iemand anders dit voor u wilt doen
- De advertenties moeten leesbaar zijn
- Het gebruik van robots die op je links klikken is verboden
- Je mag de code van de advertentie niet aanpassen
- Plaats advertenties nooit op een speciale advertentiepagina vol met allerlei advertenties
- Maximum per pagina is: 3 blokken met links, 3 normale advertenties en 2 Google Zoekvlakken[2]

## Scraper sites
De invoering van Google AdSense heeft geleid tot de opkomst van zogenaamde scraper sites. De inhoud van deze sites wordt vaak geautomatiseerd gegenereerd, waarbij gebruik wordt gemaakt van RSS. Naast deze automatische content staan op een prominente plaats de Google AdSense-links die de website-eigenaar geld opleveren. Deze sites staan bekend onder de afkorting MFA - Made for AdSense.

## Toepassingen
Google AdSense kan ook op MediaWiki-websites geïnstalleerd worden, met een speciale extensie in PHP.